# Jeffrey Kluger

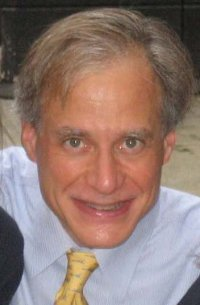
Jeffrey Kluger

Jeffrey S. Kluger (* 21. Mai 1954) ist ein US-amerikanischer Journalist des TIME Magazine und bekannt für wissenschaftliche Berichte wie zum Beispiel den Verlust der Columbia, die Kollision an Bord der Raumstation Mir und das Verhältnis von Geschlecht zu Gesundheit.
Im Jahre 2002 gewann er mit zwei Kollegen den ersten Platz für die beste Berichterstattung in internationalen Umweltfragen zum Bericht Global Warming. Vor seiner Karriere als Journalist war er Schriftsteller und Redakteur der New York Times. Jeffrey Kluger ist ebenfalls Anwalt und lehrt periodisch Wissenschaftsjournalismus an der New York University. 1994 brachte er mit James Lovell das Buch Lost Moon in New York heraus.

## Werke
- Jeffrey Kluger und James Lovell: Apollo 13. Goldmann, 2001, ISBN 3-442-42998-6, S. 378.
- Jeffrey Kluger: Weiter als Menschen fliegen können – Die großartigen Entdeckungen unbemannter Raumschiffe und ihrer Erbauer. 1. Auflage. Scherz, 2002, ISBN 3-502-15374-4, S. 335.

## Auszeichnungen
- 1995: "Studio Crystal Heart Award" für Apollo 13: The Other Side of the Moon